# Julio Farías Cabello
Pour les articles homonymes, voir Farías et Cabello.
Pas d'image ? Cliquez ici

a Compétitions nationales et continentales officielles uniquement.

b Matchs officiels uniquement.
Dernière mise à jour le 9 octobre 2011.
Julio Alfredo Farías Cabello, né le 19 septembre 1978 à San Miguel de Tucumán (Argentine), est un joueur de rugby international argentin évoluant au poste de deuxième ligne, de troisième ligne aile ou de troisième ligne centre au sein de la sélection des Pampas XV en 2010-2011 et avec le club de Tucumán.

## Carrière

### En club
Julio Farías Cabello joue avec le Stade rouennais rugby en Fédérale 1 de 2006 à 2009. Puis il retourne en Argentine en 2010 pour jouer avec le Tucumán Rugby Club dans le championnat de Tucumán et avec le Pampas XV en Vodacom Cup, compétition qu'il remporte en battant les Blue Bulls en finale.

### En équipe nationale
Julio Farías Cabello connaît des sélections avec les jeunes Argentins des moins de 19 et 21 ans. Alors que les sélections le délaissent près de dix ans, il honore sa première cape internationale avec l'équipe d'Argentine le 20 novembre 2010 contre l'équipe de France. Le 11 août, il est retenu par Santiago Phelan dans la liste des trente joueurs qui disputent la coupe du monde. Il dispute quatre matchs de la Coupe du monde de rugby à XV 2011, inscrivant un essai lors du quart-de-finale disputé contre la Nouvelle-Zélande.

## Palmarès
- Vainqueur de la Vodacom Cup en 2011 avec les Pampas XV

## Statistiques en équipe nationale
(À jour au 09.10.2011)
- 7 sélections en équipe d'Argentine
- 5 points (1 essai)
- sélections par année : 2 en 2010, 5 en 2011
- en coupe du monde :
  - 2011 : 4 sélections (Angleterre, Écosse, Géorgie, Nouvelle-Zélande), 5 points (1 essai)